# Paradise (album de Hamza)
Pour les articles homonymes, voir Paradise.
Albums de Hamza
140 BPM 2
(2021)
Paradise est le premier album studio du rappeur, chanteur et beatmaker belge Hamza, sorti le 1er mars 2019 sur les labels Rec.118 et Just Woke Up (créé par Hamza). L'album compte quelques collaborations notables comme Christine and The Queens, Aya Nakamura, SCH ou encore Oxmo Puccino. Le 1er août 2019, sort une réédition avec huit titres supplémentaires et la participation de 13 Block et A.CHAL.

## Enregistrement
Concernant l'état d'esprit pour l'enregistrement de l'album, Hamza déclare aux Inrocks : 

« Être méticuleux, j’ai appris à le devenir après Zombie Life, qui a été plutôt mal reçu. Parce qu’il était peut-être trop expérimental et parce que j’étais tout le temps défoncé en studio à cette époque… Depuis, je me suis remis en cause, je travaille beaucoup plus afin qu’un maximum de gens kiffent ma musique. »

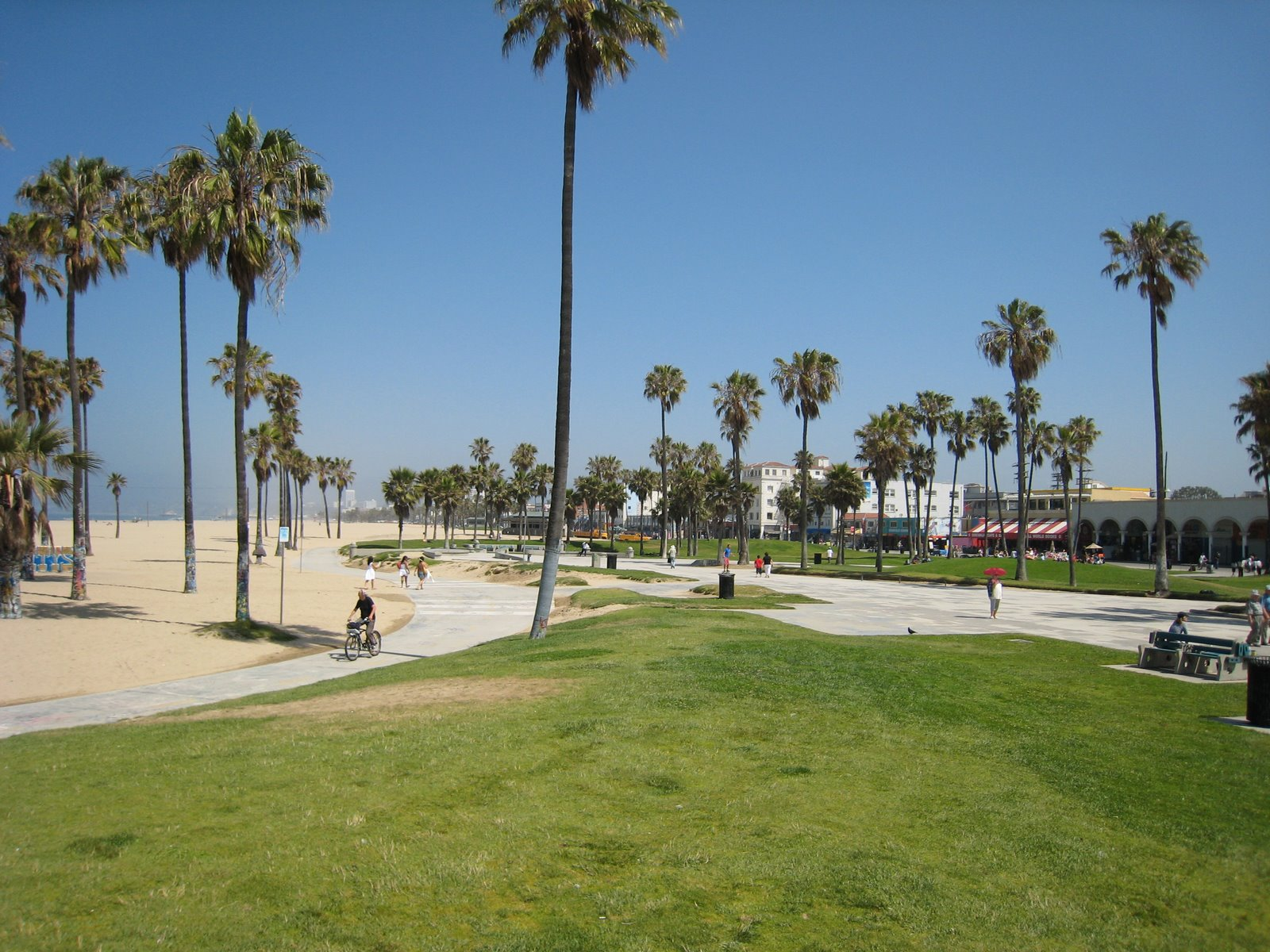
Venice Beach à Los Angeles, où Hamza a composé Paradise.

Pour cela, il quitte la France pour les États-Unis, et plus précisément Los Angeles, en compagnie de Oz, producteur exécutif de l'album. Il y croise notamment Caballero et JeanJass qui viennent écouter le projet au studio.

## Sortie et promotion
L'exercice de promotion n'est pas le fort de l'artiste qui se dit plutôt réservé, même s'il affirme volontiers être le nouveau Michael Jackson depuis son titre Destiny's Child,. Le 25 janvier sort le single Paradise ainsi que son clip, réalisé dans les environs de Los Angeles.
Il annonce le 1er août la réédition de l'album,.

## Pochette
Après avoir reconnu la référence à Nevermind de Nirvana, Hamza affirme aux Inrocks que :

« Paradise symbolise une remise en question, un retour aux sources. C’est pour ça que la pochette a été réalisée au Maroc, mon pays d’origine, et qu’elle me montre seul sous l’eau, en train d’étouffer, un peu perdu, entre la vie et la mort. »

## Thématiques

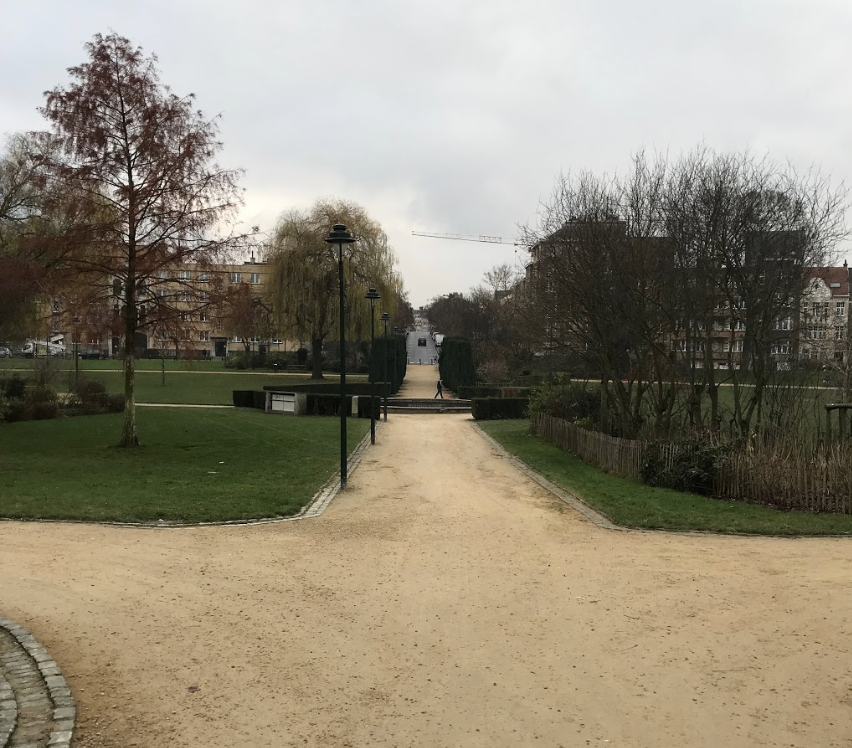
Square Prince Léopold, côtoyé par Hamza durant son enfance.

Dans cet album, le Sauce God se livre personnellement sur son enfance près de Bruxelles, la disparition de son père l’année précédente et finalement le nouveau rôle qu'il a acquis au sein de la cellule familiale. De plus, il aborde avec ambiguïté la célébrité ainsi que sa consommation d'alcool, en particulier de Hennessy.

## Réception

### Critique
La plupart des critiques sont enthousiastes, comme Erwan Perron de Télérama pour qui Hamza « recycle avec brio le R'n'B d'un Drake et les productions à la sauce trap en vogue du côté d'Atlanta ». L'album figure à la 48ème place des 100 meilleurs albums de 2019 des Inrocks. 
Du côté des critiques plus négatives, Olivier Lamm, de Libération, estime que « Hamza, son homme de l'ombre Nico Bellagio et son producteur fétiche Petar Paunkovic, dit Ponko, ont sans doute trop réfléchi et trop travaillé à ce que rien ne dépasse de leur trap'n'b à la pointe de tout, nourrie aux jus les plus épais de la production américaine du moment ».

### Certifications et ventes
Paradise fait le meilleur démarrage de la carrière d'Hamza avec 9 362 équivalents ventes en première semaine,, l'album est certifié or huit mois plus tard le 8 novembre 2019.  
| Région | Certification | Ventes/Streams |
| ------ | ------------- | -------------- |
| France | Platine,      | 100 000        |

## Liste des titres
| 1.    | Le même sort                                              | 1:57 |
| 2.    | Paradise                                                  | 3:28 |
| 3.    | Validé                                                    | 3:20 |
| 4.    | HS (feat. SCH)                                            | 3:33 |
| 5.    | Sometimes                                                 | 3:57 |
| 6.    | Audemars Shit                                             | 3:39 |
| 7.    | Dale x Love Therapy (feat. Aya Nakamura)                  | 5:26 |
| 8.    | Deep Inside                                               | 3:03 |
| 9.    | Addiction                                                 | 3:26 |
| 10.   | Henny me noie                                             | 3:24 |
| 11.   | 50x                                                       | 3:08 |
| 12.   | Blue Crystal                                              | 3:24 |
| 13.   | Mac & Cheese                                              | 3:19 |
| 14.   | Gynéco                                                    | 2:53 |
| 15.   | Galerie                                                   | 2:38 |
| 16.   | Meilleur                                                  | 3:11 |
| 17.   | Minuit 13 (feat. Christine and the Queens & Oxmo Puccino) | 5:12 |
| 59:08 |                                                           |      |

| Paradise (Deluxe) | Paradise (Deluxe)            | Paradise (Deluxe) | Paradise (Deluxe) | Paradise (Deluxe) | Paradise (Deluxe) | Paradise (Deluxe) | Paradise (Deluxe) | Paradise (Deluxe) | Paradise (Deluxe) |
| No                | Titre                        | Durée             |                   |                   |                   |                   |                   |                   |                   |
| ----------------- | ---------------------------- | ----------------- | ----------------- | ----------------- | ----------------- | ----------------- | ----------------- | ----------------- | ----------------- |
| 18.               | Snakes                       | 2:49              |                   |                   |                   |                   |                   |                   |                   |
| 19.               | Clic clac (feat. 13 Block)   | 4:17              |                   |                   |                   |                   |                   |                   |                   |
| 20.               | Céline                       | 2:26              |                   |                   |                   |                   |                   |                   |                   |
| 21.               | Stick                        | 2:13              |                   |                   |                   |                   |                   |                   |                   |
| 22.               | Aquafina                     | 3:14              |                   |                   |                   |                   |                   |                   |                   |
| 23.               | Goat                         | 2:58              |                   |                   |                   |                   |                   |                   |                   |
| 24.               | Madonna (feat. A. Chal (en)) | 2:59              |                   |                   |                   |                   |                   |                   |                   |
| 25.               | Yin Yang                     | 2:46              |                   |                   |                   |                   |                   |                   |                   |
| 1:23:00           |                              |                   |                   |                   |                   |                   |                   |                   |                   |

### Samples
- HS (feat. SCH) contient un sample de Untouchable de Pusha T (2015)[16].
- Henny me noie reprend l'instrumental de We Do It de Disco Orchestral (1976)[17].
- 50x reprend le cri de James Brown sur I Got You (I Feel Good) (1965)[18].

### Titres certifiés
- France - HS (feat. SCH) :  Platine[19]
- France - Dale x Love Therapy (feat. Aya Nakamura) :  Platine[20]
- France - Minuit 13 (feat. Christine and the Queens et Oxmo Puccino) :  Or[21]
- France - Henny me noie  Or
- France - Validé  Or

## Clips vidéos
- Paradise : 25 janvier 2019
- HS (avec SCH) : 22 février 2019
- Dale x Love Therapy (avec Aya Nakamura) : 2 mai 2019
- Validé : 12 juillet 2019

## Classements

### Classements hebdomadaires
| Classements (2019-2020)      | Meilleure position | Semaine(s) dans les charts |
| ---------------------------- | ------------------ | -------------------------- |
| France (SNEP)                | 2                  | 94                         |
| Belgique (Wallonie Ultratop) | 2                  | 139                        |
| Belgique (Flandre Ultratop)  | 35                 | 6                          |
| Suisse (Schweizer Hitparade) | 15                 | 4                          |
| Suisse (Charts Romandie)     | 23                 | 1                          |